# Miranda, California
Miranda (numită anterior Jacobsen's) este o localitate de tipul loc desemnat pentru recensământ (acronim LDR, în  engleză census-designated place, acronim CDP)) situată în Comitatul Humboldt din statul federal California, Statele Unite ale Americii.
Se găsește la circa 4 km (sau 2,5 mile terestre) nordvest de localitatea Phillipsville, (un alt loc desemnat pentru recensământ), la o altitudine medie calculată de circa 107 metri, deși relieful este variat, altitudinea variind între nivelul mării și 611 metri. Codul său poștal este 95553. Populația a fost de  520 de locuitori în anul 2010.

## Demografie

### 2010
Recensământul Statelor Unite ale Americii din anul 2010 {2010 United States Census} a indicat că populația la data recensământului era de 520 de locuitori. 

### 2000
Conform Biroului de recensăminte al Statelor Unite ale Americii (United States Census Bureau), recensământul din anul 2000 indica populația totală a localității Miranda ca fiind de 857 de locuitori.

## Politică
În cadrul legislaturii statale, localitatea Miranda este în al 2-lea District al Senatului (statului California), fiind reprezentată de către democratul Mike McGuire, și cel de-al doilea District al Ansamblului Legislativ, fiind reprezentată prin democratul Jim Wood.
Din punct de vedere legislativ federal, Miranda aparține de al 2-lea district al Congresului Sytelor Unite fiind reprezentată de democratul Jared Huffman. 